# Ugglevikskällan

Ugglevikskällan var en dricksvattenkälla i Lill-Jansskogen på Norra Djurgården i Stockholm. Uppgifter om källan finns sedan 1700-talets slut. Namnet härrör från den närbelägna Uggleviken. Idag finns bara brunnspaviljongen från 1902 kvar och vattnet är odrickbart. Paviljongen är grönmärkt av Stadsmuseet i Stockholm, det innebär "särskilt värdefull från historisk, kulturhistorisk, miljömässig eller konstnärlig synpunkt".
| Ugglevikskällans brunnspaviljong vid invigningen 1902 och i september 2022. |  | Ugglevikskällans brunnspaviljong vid invigningen 1902 och i september 2022. |
| Ugglevikskällans brunnspaviljong vid invigningen 1902 och i september 2022. |  |                                                                             |

## Beskrivning

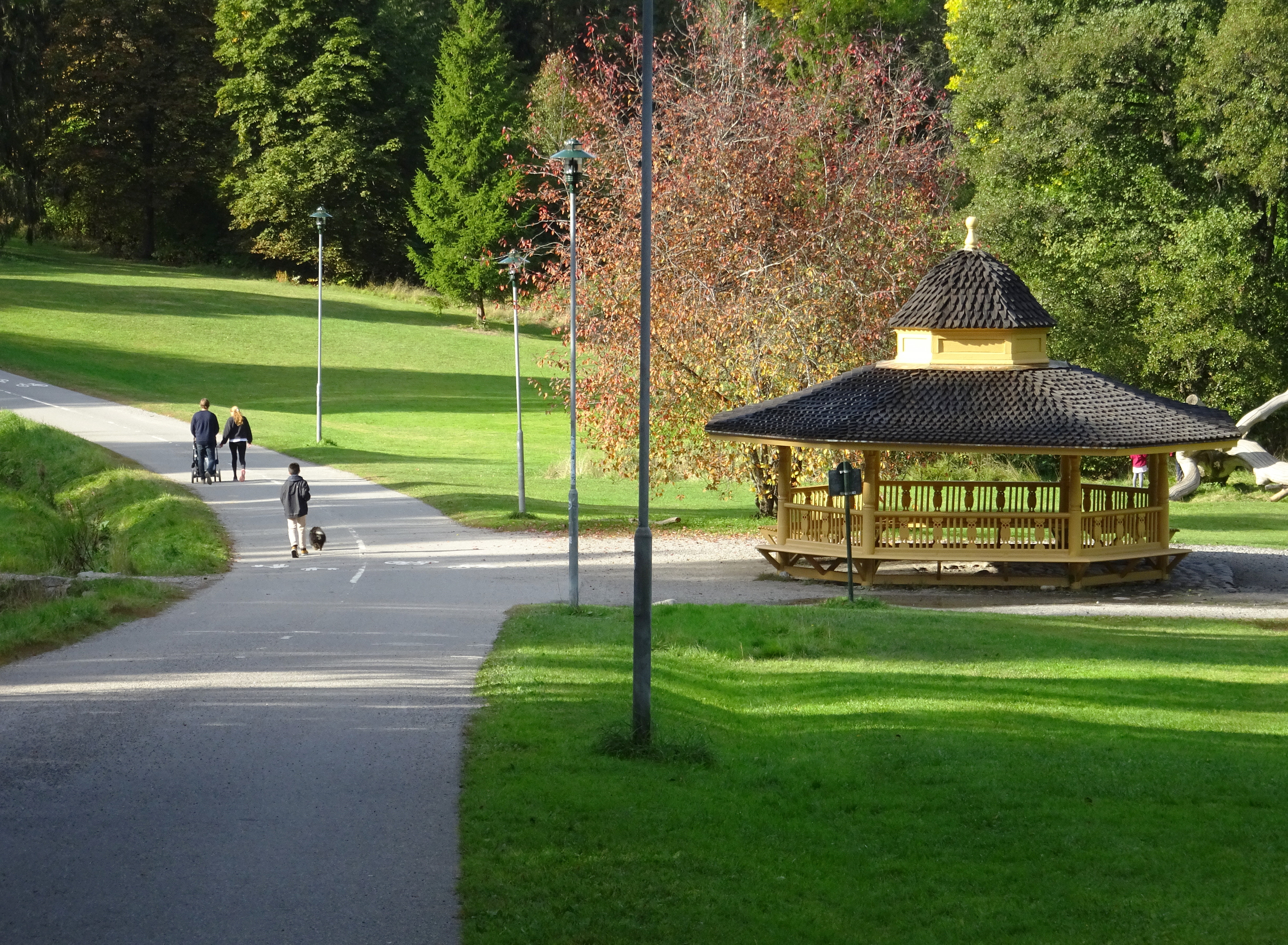
Ugglevikskällans paviljong vid Uggleviksvägen, september 2022.

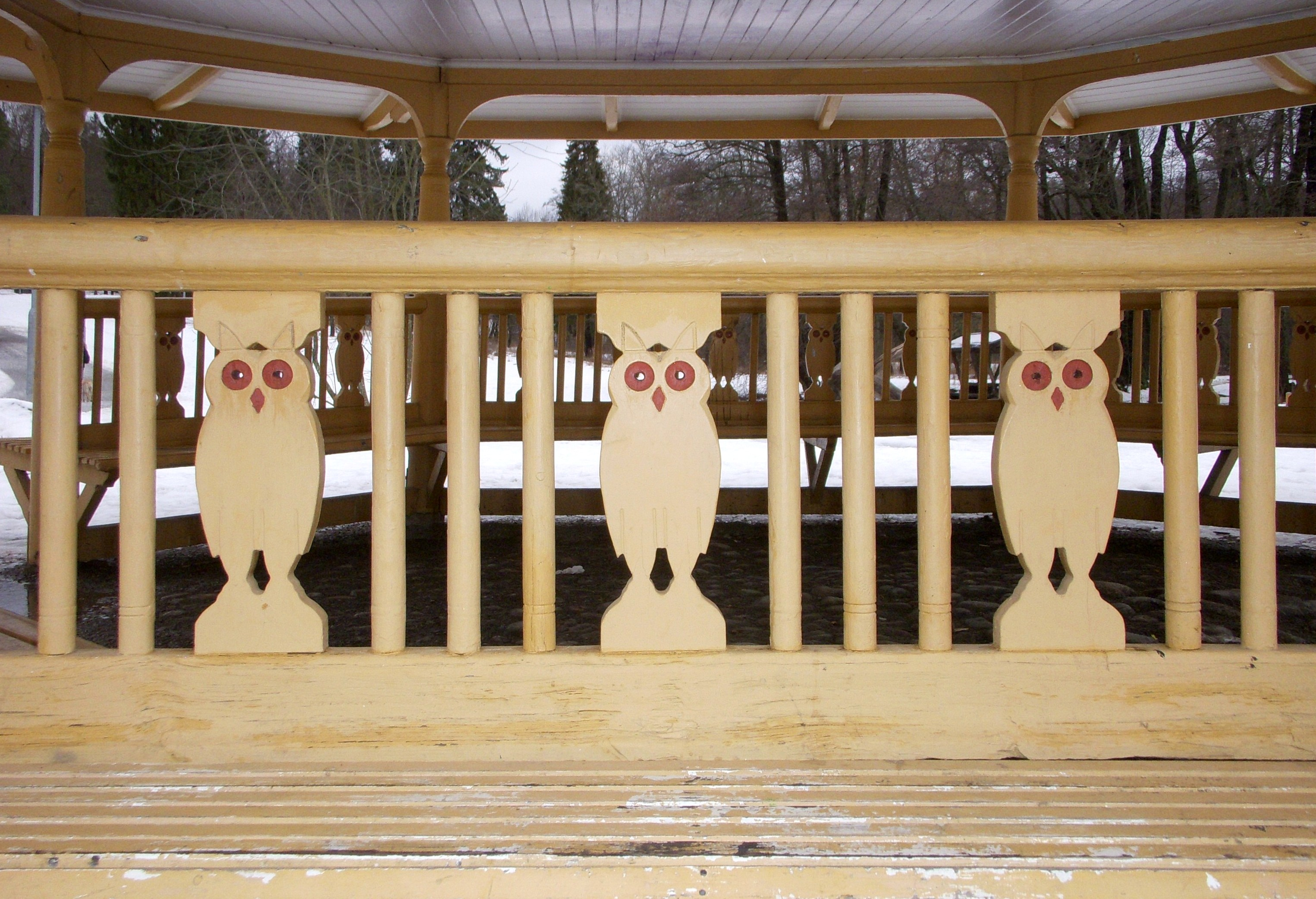
Bänkar med ugglemotiv.

Enligt djurgårdskännaren Björn Hasselblad ansågs denna källa som helig redan under forntiden. Ugglevikskällan var en så kallad trefaldighetskälla och föremål för urgammal källkult med offer till källan. Enligt Stockholms stadsmuseum härrör de äldsta uppgifterna om källan från 1700-talets slut. Ugglevikskällan var känd för sitt goda, hälsobringande dricksvatten som stockholmarna hämtade eller avnjöt direkt på platsen. Under senare delen av 1800-talet och början av 1900-talet blev Ugglevikskällan till en folklig mötesplats, särskilt på trefaldighetsafton (första lördagen efter pingst). August Blanche skildrade livet vid källan i sin berättelse En trefaldighetsnatt vid Uggleviken.
Redan i början av 1800-talet hade en brunnspaviljong planerats men det dröjde ända till 1902 innan den nuvarande åttkantiga och gulmålade paviljongen kunde invigas. Det firades med en stor folkfest. Under många år sprudlade källan på golvet mitt i paviljongen, och på de dubbla sittbänkarna satt folk och drack källvattnet. Ryggstöden har motiv av ugglor och taket är klätt med träspån. 
Fram till 1970-talet var vattnet drickbart, därefter har vattenkvalitén sjunkit och vattnet är odrickbart idag (2011). Numera finns bara en stenläggning i paviljongens mitt. Källvatten bryter dock fram nedanför den gamla brunnen och bildar bäckfåror som mynnar nere i Ugglevikskärret. Det finns en långsiktig målsättning att återskapa platsens tidigare värde genom att källans vatten förbättras så att det blir tjänligt att dricka eller att leda hit dricksvatten från Stockholms vattenledningsnät. Uggleviksvägen passerar förbi källans paviljong.

## Andra brunnar och källor i Stockholmstrakten.
- Djurgårdsbrunn på Djurgården och bekant redan på 1500-talet
- Vårby källa i Vårby gård, Huddinge kommun
- Inverness brunn i Danderyds kommun
- Sankt Botvids källa i Botkyrka kommun
- Mjölnarens källa vid Landsnora kvarn och såg i Sollentuna kommun
- Stockholms offentliga brunnar och pumpar